# Tali Open 2022
Il Tali Open 2022 è stato un torneo maschile di tennis professionistico. È stata la 17ª edizione del torneo, facente parte della categoria Challenger 90 nell'ambito dell'ATP Challenger Tour 2022, con un montepremi di 67 960 €. Si è svolto dal 14 al 20 novembre 2022 sui campi in cemento del Tali Tennis Center di Helsinki, in Finlandia.

## Partecipanti

### Teste di serie
| Nazionalità | Giocatore         | Ranking* | Testa di serie |
| ----------- | ----------------- | -------- | -------------- |
|             | Pavel Kotov       | 100      | 1              |
| Ungheria    | Márton Fucsovics  | 109      | 2              |
| Paesi Bassi | Tim van Rijthoven | 110      | 3              |
| Slovacchia  | Norbert Gombos    | 112      | 4              |
| Rep. Ceca   | Tomáš Macháč      | 117      | 5              |
| Spagna      | Pablo Andújar     | 123      | 6              |
| Svezia      | Elias Ymer        | 127      | 7              |
| Paesi Bassi | Jelle Sels        | 130      | 8              |

* Ranking al 7 novembre 2022.

### Altri partecipanti
I seguenti giocatori hanno ricevuto una wild card per il tabellone principale:
- Aleksi Löfman
- Leevi Säätelä
- Otto Virtanen

I seguenti giocatori sono entrati in tabellone come alternate:
- Adrian Andreev
- Altuğ Çelikbilek
- Jay Clarke
- Dimitar Kuzmanov

I seguenti giocatori sono passati dalle qualificazioni:
- Michail Kukuškin
- Oleksii Krutykh
- Alibek Kachmazov
- Giovanni Mpetshi Perricard
- Leandro Riedi
- Stefano Travaglia

Il seguente giocatore è entrato in tabellone come lucky loser:
- Evgenij Karlovskij

## Campioni

### Singolare
Leandro Riedi ha sconfitto in finale  Tomáš Macháč con il punteggio di 6–3, 6–1.

### Doppio
Purav Raja /  Divij Sharan hanno sconfitto in finale  Reese Stalder /  Petros Tsitsipas con il punteggio di 6(5)–7, 6–3, [10–8].